# Oberbergbach (Ruetz)
Der Oberbergbach, im Oberlauf Alpeiner Bach, ist ein linker Zufluss der Ruetz in den Stubaier Alpen in Tirol.

## Verlauf
Der Alpeiner Bach entspringt dem Alpeiner Ferner in einer Höhe von rund 2540 m und fließt Richtung Nordosten durch das Oberbergtal vorbei an der Franz-Senn-Hütte. Etwa ab der Oberissalm wird er Oberbergbach genannt. Bei Seduck wendet er sich in einem Bogen nach Südosten, wo sich das Oberbergtal in das Stubaital öffnet und der Oberbergbach nordöstlich von Milders in die Ruetz mündet.

## Einzugsgebiet
Das natürliche Einzugsgebiet des Oberbergbachs beträgt 63,0 km², davon sind 8,1 km² (rund 13 %) vergletschert (Stand 1988). Der höchste Punkt im Einzugsgebiet ist die Ruderhofspitze mit 3474 m ü. A.
Bei der Alpeineralm unterhalb der Franz-Senn-Hütte auf einer Höhe von rund 2000 m wird der Alpeiner Bach gefasst und in den Speicher Längental des Kraftwerks Sellrain-Silz abgeleitet. Dadurch wird das wirksame Einzugsgebiet um 23,7 km² verringert.

## Ökologie
Der Alpeiner Bach liegt im Ruhegebiet Stubaier Alpen. Der ökologische Gesamtzustand wird als sehr gut bewertet, Ufer und Sohle sind naturnah bzw. natürlich ausgebildet.